# Haddam (Connecticut)
Haddam è un comune di 7 635 abitanti degli Stati Uniti d'America, situato nella contea di Middlesex nello Stato del Connecticut.